# In The Groove

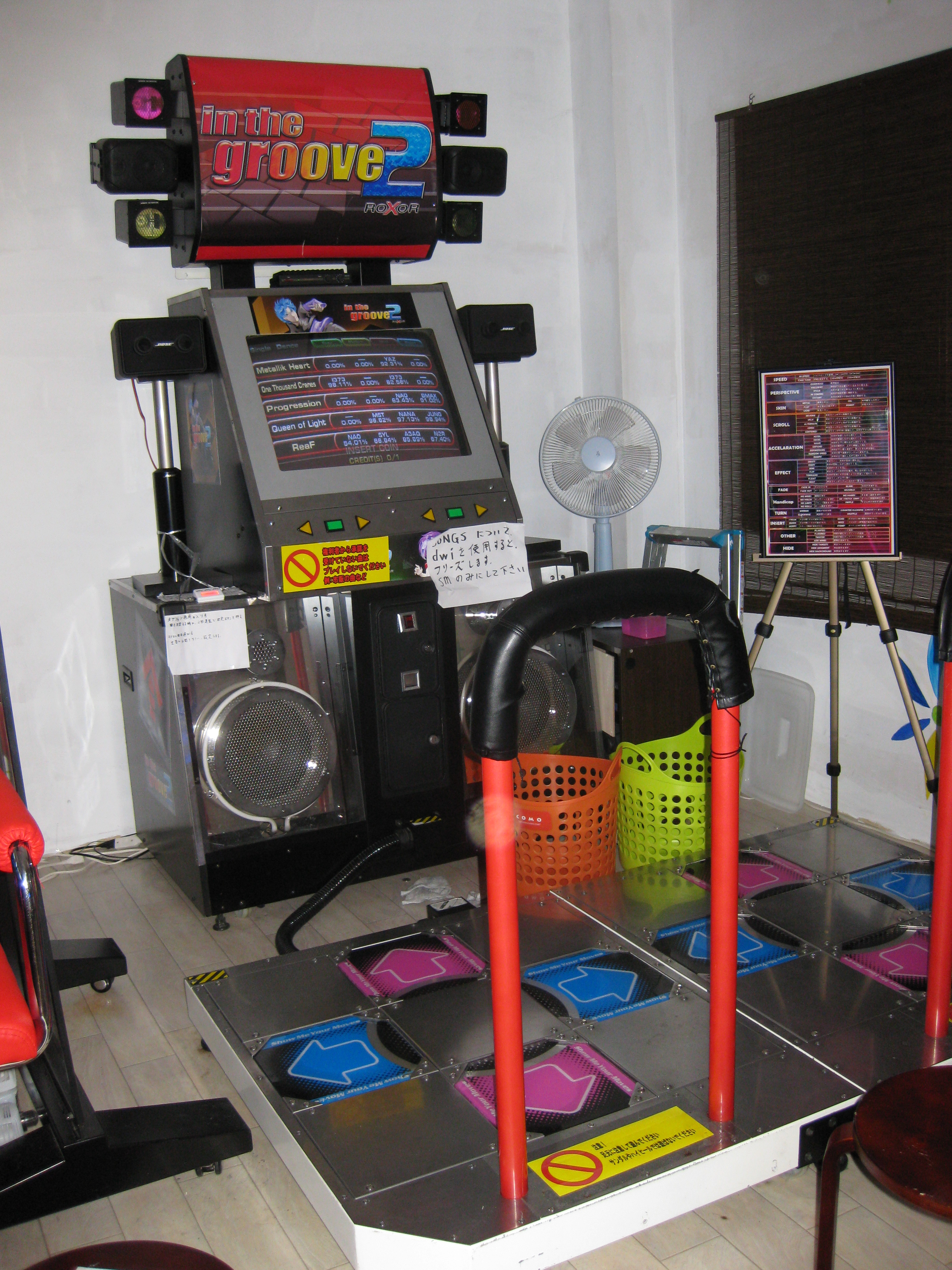
『In the Groove 2』筐体

In the Groove(以下「ITG」)は、アメリカのゲームメーカーであるRoxor社が製造・販売している音楽ゲームである。
音楽に併せて上下左右のパネルをタイミングよく踏むことでプレイする、Dance Dance Revolution(以下「DDR」)と同じインターフェイスを持つゲームである。

## 概要
ITGは、改造した「Dance Dance Revolution」の筐体に「StepMania」をベースに開発したソフトを入れたゲームで、基本的な部分はDDRと似ているが、独自の部分も多数存在する。
「DDR EXTREME」以降DDRの開発がストップしたことにより、同シリーズのファンによって製作され、アメリカを中心に人気を博した。
筐体は、前述したDDR筐体を改造したものと、後述する理由により、Andamiro社との共同開発によって作成された新筐体の2つのタイプが存在する。
また、筐体のキャビネット部分にはUSB端子が搭載されており、そこに持参したUSBメモリを差し込み、それを介して記録の保存や、後述するCustom Songのプレイなどに利用することが出来る。

## DDRとの差異
プレイ画面

ITGは、画面に表示される項目の構成がDDRと異なり、ダンスゲージは各プレイサイドの端に縦型のゲージで表示され、ステップゾーンの上部に現在の達成率が表示される。

また、画面上部には楽曲名が書かれた横型のゲージが配置されており、目盛りの推移でプレイ中の楽曲の進行度を知ることが出来る。

スコア方式
ITGでは達成率方式が基軸に添えられており、流れてくる矢印ノートを正しいタイミングで踏んでいくことによって達成率が加算されていき、Miss判定を出した場合等は達成率が減少する。

理論値は100%となっており、全ての矢印ノートをFantastic判定、全てのホールドアローでYeah!判定(DDRシリーズにおけるフリーズアローでのOK判定)を取り、なおかつ後述するマインノートを一切踏まないことで達成となる。

ちなみにITGでの判定表示は、タイミングの正確な方からFantastic,Excellent,Great,Decent,Way Off,Missの順に表示される。
マインノート
地雷のような形をしたノートのことで、通常の矢印ノートと共に流れてくる。

このノートがステップゾーンに重なった時に対応する方向のパネルを踏んでいた場合、爆発のエフェクトと共にダンスゲージと達成率が減少する。

また、矢印ノートと同タイミングかつ同方向でなければどこにでも配置することができる為、譜面の読解を難しくしたり、マインノートで文字を描いている譜面もある。

3箇所以上のノートの同時配置
ITGでは矢印ノートの同時配置数に制限が無く、同時に3箇所以上に矢印が流れてきたり、両足でホールドアローを踏んでいる途中に矢印ノートが流れてくる譜面も存在する。

公式の譜面においては、Bend Your MindのExpert Double譜面にて最大6箇所の同時配置が存在する。
ロールアロー
ITG2で追加されたノートで、ホールドアローに鋸のような刻み目を付けた形で表示される。

見た目はホールドアローに似ているが、一定の間隔内で足を離し連打するように踏み続けなければならず、足を置いたままにしていてもBad(DDRシリーズにおけるN.G.)と判定される。
Custom Song
ITG2の追加パッチによるバージョンアップ版から搭載された機能。
筐体のキャビネット部分に搭載されたUSB端子に、持参したUSBメモリを差してプレイすることで、StepManiaで譜面を作成した楽曲をプレイすることが出来る。
DDRシリーズにおけるEDIT機能とは、譜面だけでなく楽曲も自由自在に設定出来るという決定的な差異点がある。

## シリーズ作品
- アーケード
  - In the Groove (2004年7月30日稼動開始)
  - In the Groove 2 (2005年6月18日稼動開始)
  - In the Groove 3 (開発中止)
  - Pump It Up Pro (2007年7月稼動開始)
  - Pump It Up Jump (2009年稼働開始)
  - Pump It Up Pro 2 (2010年7月稼動開始)
  - Pump It Up Infinity (2013年2月稼動開始)

- コンシューマ
  - In the Groove(PS2) (2005年6月17日発売)

## 日本の設置店舗
World Game Circus（ワールド・ゲーム・サーカス）にITG2が設置されていたが、2021年10月12日をもって撤去となり、日本での設置店舗は無くなった。

## 訴訟問題
2005年5月、コナミがDDRを違法に改造したとして米Roxor社を提訴。このためITG2、およびITG3は「Pump It Up」の製造元のAndamiro社と共同開発した筐体を使用している。その後、Roxor社が敗訴し、ITGの権利をコナミが取得することで両社は合意した為、続編の開発は中止された。しかし、Kyle Wardを中心としたITGの開発者の一部はFun in Motionという会社を設立、Andamiro社と協力の上Pump It Upの派生版である「Pump It Up Pro」が事実上の続編として発売され、シリーズ作品としてPro 2、Jump、Infinityが発売された。
Kyle Wardはその後iDanceと呼ばれるITGに似た最大32人のフィットネス向けダンスゲームを開発。Step Revolutionを立ち上げ、「ReRave」「DittoBeat」「ReRave Plus」を開発した後、2024年2月現在はStepManiaXを開発している。